# Hendrik Keppel Hesselink

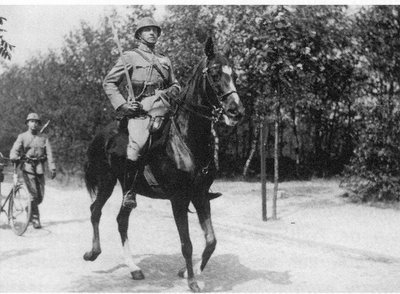
Commandant van de SROBA, 1938

Luitenant-kolonel Hendrik Keppel Hesselink (Arnhem, 16 juni 1887 - kamp Stanislau, 29 september 1942) was een Nederlands militair. Hij werd door zijn vrienden Pum genoemd.
Hendrik Keppel Hesselink was de zoon van Jan Fresemann Keppel Hesselink (1851-1928), wijnhandelaar in Arnhem, en Soetje de Iongh (1853-1938). Ook grootvader Herman Gijsbert (1811-1888), die veertien kinderen had,  was wijnhandelaar.
Op 10 augustus  1915 trouwde Hendrik KH in Nijmegen met Adrienne Nellie Vogelenzang (1893-1981). Zij werd Bonny genoemd. Hun dochter Paula werd negen maanden later geboren.

## SROBA
In 1926 werd hij Commandant van de School voor Reserve Officieren Bereden Artillerie (SROBA) te Ede. In 1936 betrok de school de nieuwe P.L. Bergansiuskazerne in Ede en tijdens de mobilisatie van 1939 vertrok de SROBA naar Haarlem. Keppel Hesselink schreef een boek over de SROBA toen deze 25 jaar bestond: SROBA 1910-1935: 25 jaar opleiding van Reserve-officieren der Bereden Artillerie. 

Hij was een goed ruiter en hij was tevens 2e voorzitter van de Federatie van Landelijke Rijverenigingen.

## Oorlogsjaren

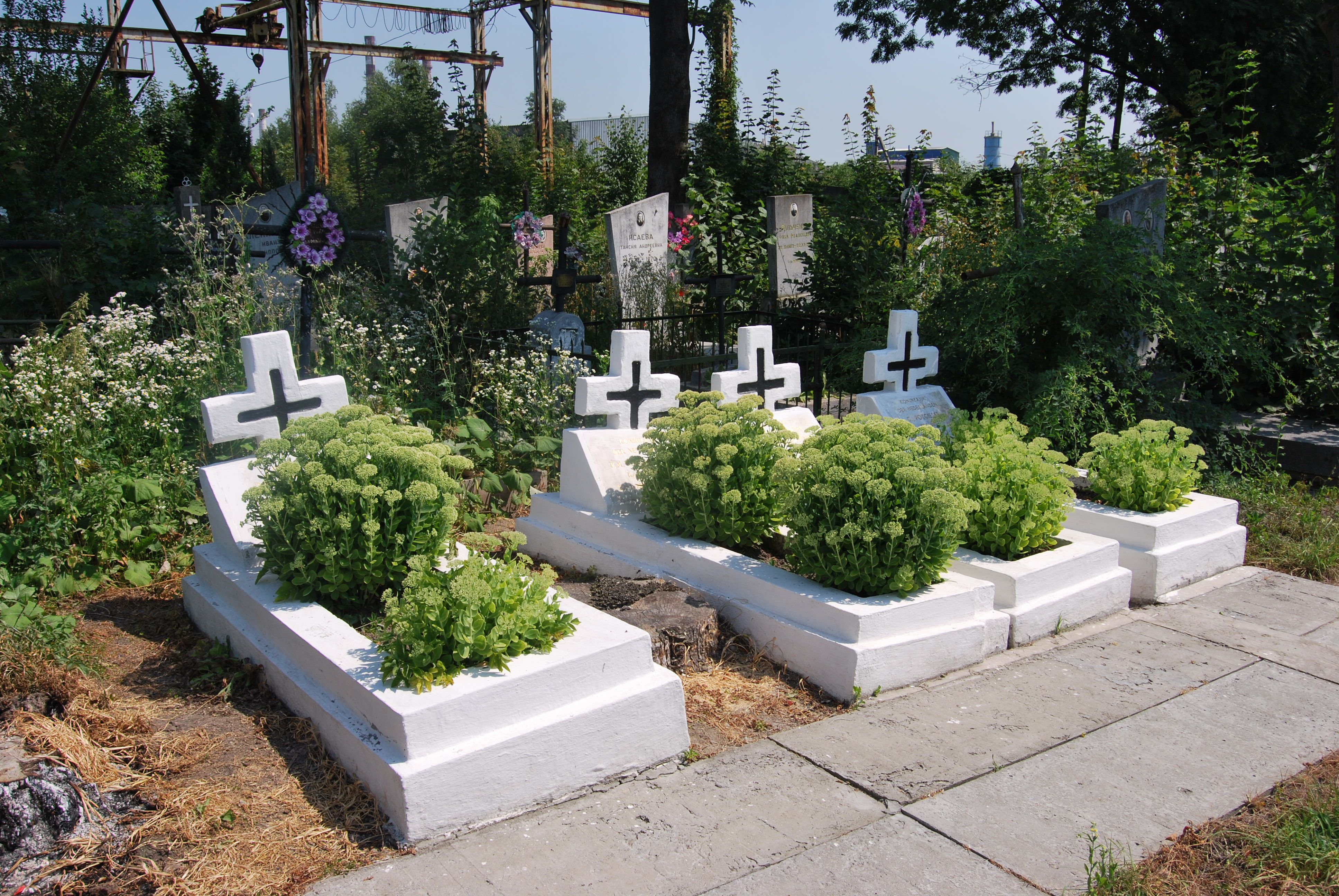
Graf in kamp Stanislau

Op 2 mei 1942 trouwde zijn dochter Paula (1916-1981) met Johannes Christiaan Dudok van Heek (1911-2001). Het werd de laatste keer dat hij zijn dochter zag. Hij kreeg drie kleinkinderen, die hij nooit gekend heeft, twee jongens en een meisje. 
Kamp Stanislau
Keppel Hesseling werd op 15 mei 1942 met ongeveer 180 lotgenoten in Roermond opgepakt en in augustus op transport gezet naar kamp Stanislau, een treinreis die toen zes dagen duurde. Hij zat er met ongeveer 2000 andere Nederlandse officieren. 
In het kamp deelde hij kamer 284 met onder meer majoor Jhr W Gevaers, Lt.kol. J H Sar, majoor J M N van der Drift, majoor M Schreuder, majoor A van Heuff, majoor H A J C Kaasjager.
Al op 21 september werd hij ziek. Een dag later werd een blindedarmontsteking vastgesteld. Hij werd naar het ziekenhuis in Stanislau gebracht waar hij met compressen werd behandeld. Hij kreeg buikvliesontsteking en overleed op 29 september. Hij werd op 2 oktober begraven.